# Езекия
Езеки́я , Хизкия́ху, Хизкия (ивр. חִזְקִיָּהוּ‎), сын Ахаза, — царь Иудеи, из династии дома Давида; согласно Ветхому Завету — 13-й иудейский царь.

## Правление
Начало правления некоторых иудейских царей отмечается в Библии не с начала единоличного правления, а с того момента, как они, ещё при предыдущем царе, начинали принимать участие в управлении. Отсюда многочисленные разночтения. Согласно профессору Эдвину Тилю, Езекия начал участвовать в управлении страной примерно в 729 году до н. э., но настоящим царём сделался в 716 или 715 году до н. э., после смерти своего отца Ахаза. Правил он 29 лет, до 687 или 686 года до н. э. (последние 10 лет — совместно со своим сыном Манассией).

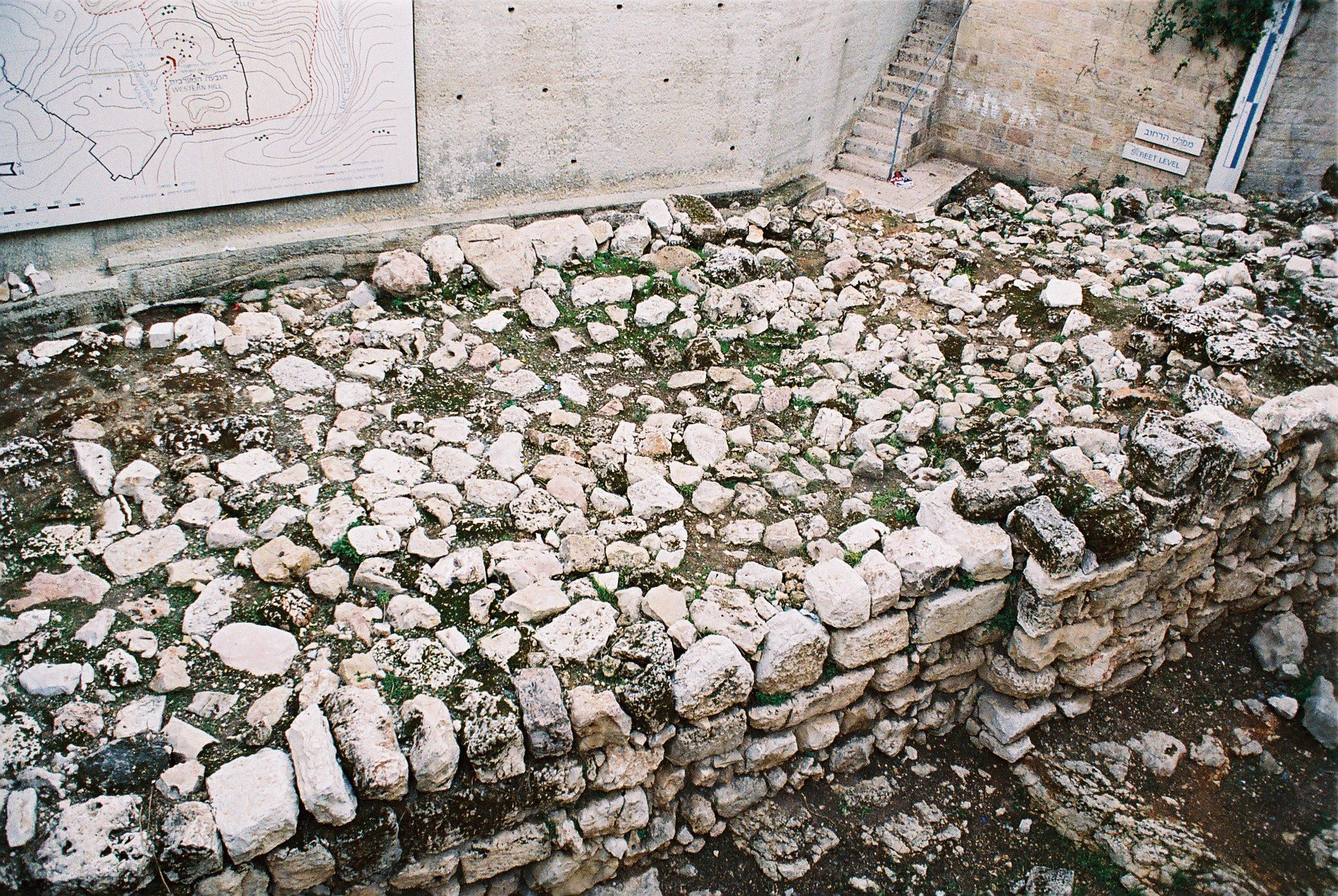
Широкая стена в Старом городе Иерусалима

Езекия приступил к существенным религиозным реформам. Идолослужение было искоренено (был уничтожен даже медный змей Моисея — 4 Цар. 18:4). В иерусалимском храме восстановлено богослужение и, как бы в знак восстановления завета с Богом, был торжественно отпразднован общеизраильский Песах (2 Пар. 30:5).
При Езекии были укреплены стены Иерусалима (на иллюстрации) и пробит в скале туннель для подачи воды из источника Гион (Гихон) в Силоамский водоём (Шилоах) (см. Силоамская надпись).
Также Езекия совершил военный поход на земли филистимлян и даже взял в плен одного из филистимских царей, Пади.
В период его правления Иудея была в вассальной зависимости от Ассирии. Попытка Езекии освободиться от ассирийцев привела к походу ассирийского царя Сеннахирима на Иудею и к осаде Иерусалима. Этот поход отражён и в ассирийских архивах (клинописная призма Синаххериба), в которых Езекия именуется Хазакийагу (в соответствии с еврейским Хискийа, Хизкия или Хискийагу). В результате Езекии пришлось заплатить огромную дань (4 Цар. 18:14), но царь Ассирии всё равно требовал сдать Иерусалим. Согласно Библии, после этого Езекия помолился Богу, и ночью «Ангел Господень поразил в стане Ассирийском сто восемьдесят пять тысяч» воинов (4 Цар. 19:35). Однако Иудея осталась вассалом Ассирии, а часть её территории была отдана соседним филистимским царям (тоже ассирийским вассалам). Согласно второй книге Паралипоменон, после поражения ассирийцев под стенами Иерусалима Езекия прославился и разбогател (2 Пар. 32:23—29).
В 2015 году, на раскопках под южной стеной Храмовой горы в Иерусалиме, проводимых израильским археологом Эйлат Мазар, был найден оттиск печати с именем иудейского царя Езекии: «[принадлежит] Хизкиягу [сыну] Ахаза царю Иудеи». В частных собраниях находятся ещё несколько таких печатей, но их подлинность сомнительна.

## Семья

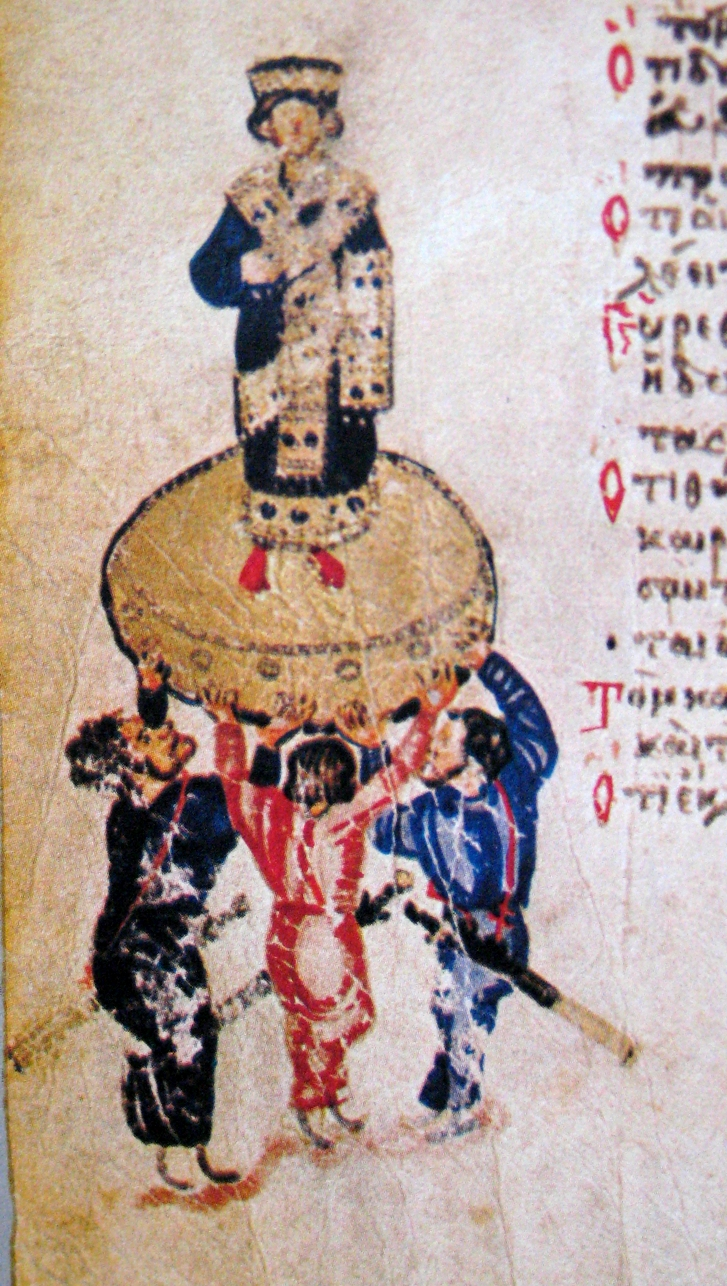
Провозглашение Езекии царем. Хлудовская псалтырь

Согласно Библии, от Хефцибы у Езекии был сын и наследник Манассия (4 Цар. 20:21). Согласно тексту «Призмы Синаххериба», у Езекии были дочери, которых ассирийский царь Синаххериб увел в плен.

## В еврейской традиции
С историей Езекии связывается рассказ о чудесном передвижении тени солнечных часов назад на 10 ступеней в знак выздоровления царя от тёмной болезни (4 Цар. 20:1—11).
Согласно барайте (Талмуд, трактат Бава Батра), Езекия со своей свитой написали книгу пророка Исаии, Притчи Соломона, Песнь песней и Экклесиаста.
По утверждению рабби Иехуды (Талмуд, трактат «Бава Кама»), во время похоронной процессии Езекии за его гробом шло 36 тысяч человек с оголёнными плечами в знак траура. По утверждению рабби Нехемии, они положили и на его гроб свиток Торы со словами: «Этот человек исполнил всё, что написано в этом свитке».